# Bulbophyllum moldenkeanum
Bulbophyllum moldenkeanum är en orkidéart som beskrevs av Alex Drum Hawkes. Bulbophyllum moldenkeanum ingår i släktet Bulbophyllum och familjen orkidéer. Inga underarter finns listade i Catalogue of Life.